# 강석기 (독립운동가)
강석기(1862년 ~ 1931년)는 한국의 독립운동가로 조선말 국운이 쇠하자 민족정신을 고양하고자 대종교를 전승하고, 만주로 망명하고자 했으나 일본에 압송되어 사형선고를 받았다.

## 생애
그는 충청남도 부여군 장암면 출신으로 대종교를 받아들여 일제의 탄압에도 포교활동을 적극적으로 하였고, 만주로 망명하여 활동을 계속하고자 했으나 일제에 의하여 체포되어 부여로 귀향조치를 당하였다. 귀향 후에도 대종교를 통해 민족의식을 고취하는 일을 계속 하였다. 그가 작고하자 당신 언론에서 '대종교의 거두의 별세'라는 보도를 내었고, 강경과 홍산에서 천여명의 조문객이 운집하였다.
. 1914년 여름에 백두산 최고봉에 올라가 단군천조(檀君天祖)에게 제향(祭享)을 드리고 팔과 가슴을 칼로 그어 그 피를 내서 글을 써 조국을 회복하기를 기도하였다. 1915년 7월에는 백두산 아래 내도산(內都山)에서 수도·선교하면서 「초홍호자동포문(招紅 子同胞文)」, 「조만동포동맹서(朝滿同胞同盟書)」등 경고문을 지어 배포하였다. 1920년에는 서울에 남도본사(南道本司)를 재건하고 유지들을 포섭하여 시교(施敎)하였으며 그 후 다시 마니산(摩尼山) 제천단(祭天團), 구월산 삼성사(三聖祠) 등 단군유적을 받들고 선교하여 민족문화 선양에 기여하였다. 정부에서는 그의 공훈을 인정하여 1990년에 건국훈장 애족장(1977년 대통령표창)을 추서하였다.

## 친족
그의 영향을 받은 둘째 아들 강철구, 조카인 강일, 야학운동을 한 강성모, 강일구, 강병국 등도 애국지사로 현충원에 안장되었다. 친족인 강성구는 한국전쟁 당시 이북치하에서 부여군 인민위원회의 위원장을 맡았다.

## 참고 자료
註·호석문집 ·독립운동사(국가보훈처) 8권 154·728·749·754·794·802면 -국가보훈처-